# Pacific Star
Тихоокеанская звезда — военная медаль, учрежденная Великобританией  в мае 1945 года для награждения британских сил и сил Содружества , участвовавших в Тихоокеанской кампании с 1941 по 1945 год во время Второй мировой войны.

## Учреждение
Одновременно с кампаниями Второй мировой войны против сил Оси в Африке и Европе силы союзников также сражались с японцами в Тихом океане. Эта кампания началась 8 декабря 1941 года, на следующий день после нападения японцев на американский флот в Перл-Харборе. Это произошло в море и воздухе Тихого океана, а также на суше, когда японские войска быстро вторглись в Малайзию, Сингапур и Филиппины. Хотя продвижение японцев через Тихий океан было остановлено к середине 1942 г., война продолжалась как на море, так и на многочисленных островах Тихого океана, до окончательной капитуляции Японии 2 сентября 1945 г.
Тихоокеанская звезда была учреждена Соединенным Королевством в мае 1945 года для награждения тех, кто участвовал в операциях Тихоокеанской кампании с 8 декабря 1941 года по 2 сентября 1945 года.

## Описание
Набор из девяти звезд кампании был разработан граверами Королевского монетного двора. Все звезды имеют кольцевую подвеску, которая проходит через ушко, образованное над самой верхней точкой звезды. Это шестиконечные звезды, отчеканенные из жёлтого медно-цинкового сплава, чтобы вписаться в круг диаметром 44 миллиметра, с максимальной шириной 38 миллиметров и высотой 50 миллиметров от нижней точки звезды до вершины ушка.
Лицевая сторона:
На аверсе изображена Королевская Монограмма Короля Георга VI, увенчанная короной. Обруч, верхняя часть которого покрыта короной, окружает вензель и имеет надпись «THE PACIFIC STAR ».
Обратная сторона:
Реверс был гладким с серийным номером награждения.
Присвоенние имен:
Британский комитет почета решил, что медали кампании Второй мировой войны, присуждаемые британским войскам, будут выпущены неназванными, политика, применяемая всеми, кроме трех стран Британского Содружества. Информация о получателе была напечатана на реверсе звезд, присужденных индийцам, южноафриканцам и, после кампании, проведенной ветеранскими организациями, австралийцам. В случае индейцев наименование состояло из номера отряда, звания, инициалов, фамилии и рода войск или корпуса получателя, а для южноафриканцев и австралийцев — из номера отряда, инициалов и фамилии, напечатанных заглавными буквами.
Лента медали:
Лента имеет ширину 32 миллиметра с армейской красной полосой шириной 5,5 миллиметра, темно-синей полосой шириной 3 миллиметра, темно-зеленой полосой шириной 6 миллиметров, желтой полосой шириной 3 миллиметра, темно-зеленой полосой шириной 6 миллиметров, шириной 3 миллиметра. Синяя полоса Королевских ВВС и армейская красная полоса шириной 5,5 мм. Леса и пляжи Тихого океана представлены темно-зеленой и желтой полосами соответственно, а Королевский флот и торговый флот, армия и военно-воздушные силы представлены темно-синей, красной и светло-синей полосами соответственно.

## Порядок ношения
Порядок ношения звезд кампании Второй мировой войны определялся соответствующими датами начала кампании и продолжительностью кампании. Это порядок ношения, даже если получатель имел право на них в другом порядке. Медаль Защиты и Военная медаль носятся после звезд. Канадская медаль за добровольческую службу носится после медали за оборону и до военной медали, а другие военные медали Содружества носят после военной медали.
- Звезда 1939—1945 года с 3 сентября 1939 года по 2 сентября 1945 года, полная продолжительность Второй мировой войны.

- Атлантическая звезда, с 3 сентября 1939 года по 8 мая 1945 года, продолжительность битвы за Атлантику и войны в Европе.

- Арктическая звезда, с 3 сентября 1939 г. по 8 мая 1945 г., продолжительность арктических конвоев и войны в Европе.

- Европейская Звезда, с 3 сентября 1939 г. по 5 июня 1944 г., период до дня «Д» минус один.

- Африканская звезда, с 10 июня 1940 г. по 12 мая 1943 г., продолжительность Североафриканской кампании.

- Тихоокеанская звезда, с 8 декабря 1941 года по 2 сентября 1945 года, продолжительность войны на Тихом океане.

- Бирманская звезда с 11 декабря 1941 года по 2 сентября 1945 года, продолжительность Бирманской кампании.

- Итальянская звезда с 11 июня 1943 года по 8 мая 1945 года, продолжительность итальянской кампании.

- Французская и Германская звезда с 6 июня 1944 года по 8 мая 1945 года, продолжительность кампании в Северо-Западной Европе.

- Медаль за оборону с 3 сентября 1939 г. по 8 мая 1945 г. (2 сентября 1945 г. для тех, кто служил на Дальнем Востоке и Тихом океане), продолжительность Второй мировой войны.

- Военная медаль с 3 сентября 1939 г. по 2 сентября 1945 г., полная продолжительность Второй мировой войны.